# Mouldi Aïssaoui
Pour les articles homonymes, voir Aïssaoui.
Mouldi Aïssaoui, né le 26 juillet 1946 à Tunis, est un footballeur algérien.  Après une carrière en tant que milieu de terrain, il devient notamment président de la Fédération algérienne de football puis ministre algérien de la Jeunesse et des Sports.

## Biographie
Mouldi Aïssaoui naît 26 juillet 1946 à Tunis. Joueur de football entre 1966 et 1979, il évolue au poste de milieu de terrain,. 
Il est par la suite président de la Fédération algérienne de football (FAF). 
En janvier 1996, il devient ministre algérien de la Jeunesse et des Sports dans le gouvernement de Ahmed Ouyahia. En juin de la même année il annonce que la Fédération et la Ligue algérienne de football sont dissoutes, et que leurs dirigeants sont suspendus pour cinq ans de toute activité sportive. 
En 2012, il démissionne de son poste de directeur général de la société sportive et commerciale (SSPA) de l'USM Alger (Ligue 1/Algérie) de football.